# Kau Ling Chung
Kau Ling Chung (kinesiska: 狗嶺涌, 狗岭涌) är en udde i Hongkong (Kina). Den ligger i den västra delen av Hongkong. Kau Ling Chung ligger på ön Tai Yue Shan.
Terrängen inåt land är kuperad åt nordväst, men åt sydost är den platt. Havet är nära Kau Ling Chung åt sydväst.  Närmaste större samhälle är Tai O, 5,8 km norr om Kau Ling Chung. 